# Anke Berger
Anke Berger (* 1. März 1965 in Völklingen) ist eine deutsche Juristin und seit dem 1. Juni 2008 Richterin am Bundesarbeitsgericht in Erfurt.

## Werdegang
Berger studierte Rechtswissenschaft an der Universität des Saarlandes. Nach dem Zweiten Staatsexamen trat sie in den höheren Justizdienst des Landes Sachsen-Anhalt ein, wo sie am Arbeitsgericht Naumburg als Richterin tätig war. In den Jahren 2003/2004 war Berger an das Landesarbeitsgericht Sachsen-Anhalt abgeordnet. Im Anschluss wurde sie wissenschaftliche Mitarbeiterin am Bundesarbeitsgericht. Im Januar 2008 wurde sie an das Landessozialgericht Sachsen-Anhalt abgeordnet.
Am 26. Mai 2008 wurde sie mit Wirkung zum 1. Juni 2008 zur Richterin am Bundesarbeitsgericht ernannt.
Berger ist zudem Lehrbeauftragte für Arbeitsrecht an der Staatswissenschaftlichen Fakultät der Universität Erfurt.